# Alaestès gruixut

L'alaestès gruixut (Lestes dryas) és una espècie d'odonat de la família Lestidae que es troba a través d'Europa, Àsia i Amèrica del Nord. A la Gran Bretanya, és molt rar així que el seu nom comú és la Scarce emerald damselfly (zigòpter maragda escàs).
Pot tolerar condicions extremes on pocs altres odonats poden sobreviure.

## Identificació
Com els altres membres del gènere Lestes els dos sexes de Lestes dryas tenen els cos verd metàl·lic amb una iridescència de bronze. Normalment es paren amb les seves ales mig esteses. Lestes dryas és molt similar a Lestes sponsa i costa diferenciar ambdues dues espècies.
El mascle té els ulls blaus. Una pruïnositat blava cobreix el seu front i el final de l'abdomen, el pronot i els costats del tòrax.
La femella té un abdomen més robust que el mascle. No té coloració blavosa en el seu cos i té els ulls marrons. Té el ventre groguenc.

## Hàbitat i distribució
Lestes dryas es troba en una franja al voltant del món dels 40° als 60° de l'hemisferi nord a través d'Àsia i Europa central, de França a l'oceà Pacífic i a través d'Amèrica del Nord. És l'únic Lestes que viu a Europa i a Amèrica del Nord. Al voltant del mediterrani està present a les zones més fredes (en alçada). Es tracta d'una espècie molt estesa a Europa, però mai tan comú com Lestes sponsa. Es troba en aigües quietes, superficials amb vegetació com séquies, basses, pantans i llacs. També pot ser trobat a prop de la costa en aigües poc salobres.

## Població dins Gran Bretanya
Aquesta espècie, igual que moltes altres espècies dels aiguamolls, estan amenaçats per la regressió o la degradació de les zones humides.
Va ser donat com desaparegut a la Gran Bretanya abans de ser redescobert el 1983. Des de llavors, s'ha observat en diversos llocs al sud-est d'Anglaterra, on es reprodueix principalment a l'estuari del Tàmesi i en alguns llacs interiors a Norfolk i Irlanda.

## Comportament
Els d'adults volen des d'abril en el del sud de la seva àrea, maig tardà en el nord, fins a juliol i agost. Tendeixen a viure entre la vegetació densa i rarament volen sobre aigües obertes, quedant-se prop dels marges de la bassa o llac. S'aparellen com els altres zigòpters en la clàssica posició de roda. Després de la còpula, el mascle roman en tàndem, juntament amb la femella mentre ella pon els seus ous, que insereix un a un en la base de la tiges de les plantes.
Els ous passen l'hivern submergits i les larves es desclouen a la primavera després de la pujada del nivell de l'aigua.
Creixen molt ràpidament (45-70 dies).
L'emergència comença a finals de maig a la plana i continua fins a mitjans de juliol (més tard en l'altitud). Des de l'aparició, els adults passen un període de maduració de 2 a 3 setmanes, de vegades distants diversos centenars de metres del seu lloc de naixement. La distància de dispersió de l'espècie no ha d'excedir de 1.3 quilòmetres.
Durant aquest període de maduració és quan es desenvolupa la pruïnositat blava.

## Galeria
|  |  |